# Giovanni De Simone
Giovanni De Simone (Palermo, 28 ottobre 1930 – Palermo, 26 marzo 1991) è stato un ceramista italiano.

## Biografia
Formatosi a Faenza, dove frequentò l'Istituto d'arte per la ceramica, a Palermo aprì negli anni cinquanta il laboratorio «Maioliche d'Arte De Simone», dove si dedicò alla produzione di ceramiche d'uso e piastrelle decorative da rivestimento e d'arredo di tipo tradizionale e dipinte a mano. Divenne negli anni uno dei maggiori rappresentanti della ceramica siciliana. La sua evoluzione come artista lo porta a realizzare in un secondo momento lavori ispirati al primitivismo ma caratterizzati da una vena burlesca e festosa con decori a smalti dai colori sgargianti, spesso dati a spessore, come oggetti d'uso per arredamento e sculture in maiolica in stile tradizionale e moderno.
Nel 2019 agli Orti botanici di Palermo gli è stata dedicata una mostra retrospettiva.